# Tåsjöberget
Tåsjöberget é uma montanha da província histórica de Ångermanland.
O seu ponto mais alto tem 635 metros.